# Rantau Sialang (Kedurang)
Rantau Sialang is een bestuurslaag in het regentschap Bengkulu Selatan van de provincie Bengkulu, Indonesië. Rantau Sialang telt 491 inwoners (volkstelling 2010).